# Leptodermis lanata
Leptodermis lanata är en måreväxtart som beskrevs av Hsien Shui Lo. Leptodermis lanata ingår i släktet Leptodermis och familjen måreväxter. Inga underarter finns listade i Catalogue of Life.